# Staffan Parmander
Staffan Parmander, né le 1er décembre 1957, est un copilote de rallyes suédois. 

## Biographie
Sa carrière en WRC s'étale de 1989 à 2012 (alors âgé de 56 ans).
Il a successivement dirigé en mondial Björn Blomqvist (1985), Kenneth Eriksson (1989 à 2001, sur Toyota, puis Mitsubishi, puis Subaru, puis Hyundai ), et Patrick Sandell depuis 2011 (après une interruption de près de 10 ans), avec lequel il termine 3e de rallye de Chypre en 2011 (manche du championnat IRC alors).

## Palmarès
| Année | Titre                               | Voiture                 |
| ----- | ----------------------------------- | ----------------------- |
| 1995  | Champion des rallyes Asie Pacifique | Mirsubishi Lancer Evo 3 |
| 1996  | Champion des rallyes Asie Pacifique | Subaru impreza 555      |
| 1997  | Champion des rallyes Asie Pacifique | Subaru impreza WRC      |

## Victoires en Championnat du monde des rallyes
| # | Année | Rallye                           | Pays             |
| - | ----- | -------------------------------- | ---------------- |
| 1 | 1991  | Rallye de Suède (40e)            | Suède            |
| 2 | 1995  | Rallye de Suède (44e)            | Suède            |
| 3 | 1995  | Rallye d'Australie (8e)          | Australie        |
| 4 | 1997  | Rallye de Suède (46e)            | Suède            |
| 5 | 1997  | Rallye de Nouvelle-Zélande (27e) | Nouvelle-Zélande |

(classement final du championnat WRC des copilotes: 3e en 1995)
Places d'honneur:
- 2e du rallye de Nouvelle-Zélande en 1987, et 1996 (alors 2L);
- 2e du rallye d'Australie en 1989, 1991, et 1996;
- 2e du RAC rally en 1990,t 1991, et 1993;
- 2e du rallye du Kenya en 1996;
- 3e du rallye du Portugal en 1987;
- 3e du rallye de Suède en 1989;
- 3e du rallye de Finlande en 1990 et 1991;
- 3e du rallye d'Australie en 1994;
- 3e du rallye d'Argentine en 1996 et 1997;
- 3e du rallye d'Indonésie en 1997.

## Autres victoires
- 1994: Rallye d'Indonésie (alors en attente d'acceptation en WRC);

Places d'honneur:
- 2e du rallye de Hesse en 1987 (championnat d'Allemagne, avec Lasse Gundler).